# Ведерников, Виктор Сергеевич
Виктор Сергеевич Ведерников (род. 15 февраля 1997 года, Забайкальский край) — российский борец классического стиля. Чемпион России 2021 года. Бронзовый призёр чемпионата Европы до 23 лет. Мастер спорта международного класса.

## Биография
Виктор родился 15 февраля 1997 года в пригородном поселке Кадала около Читы (Забайкальский край). В 10 лет он пришёл на секцию греко-римской борьбы в Чите и начал тренироваться под руководством Виктора Наумова в СДЮСШОР № 2.

## Спортивная карьера

### Юношество Виктора
Первые результаты в греко-римской борьбе пришли Виктору на первенстве России среди школьников 2011 в подмосковном Раменском и 2012 в Новосибирске (до 15 лет), где он стал победителем в весе до 42 кг. В 2013 году на первенстве России среди кадетов (до 17 лет) он стал финалистом. В 2014 после серебряной медали первенства России среди кадетов — он был отобран в сборную команды страны и выступил на первенстве Европы, где стал вторым, после стал победителем первенства мира в Словакии.

### Карьера во взрослой сборной
В 2018 году он становится чемпионом России до 23 лет и выигрывает путёвку на чемпионат Европы, где становится лишь восьмым. В конце 2018 он побеждает на турнире Олега Караваева в Беларуси в личном зачёте. В январе 2019 года Виктор выигрывает серебряную медаль на чемпионат России в Калининграде. На чемпионате Европы до 23 лет в Сербии становится бронзовым медалистом, в весе до 55 кг. В ноябре 2019 Виктор должен был отправиться на кубок мира в Тегеран, но из-за нестабильной политической обстановке в Иране, турнир был отменен. На Чемпионат России 2021 Виктор становится впервые чемпионом страны, одолев в финале своего давнего визави Виталия Кабалоева. После чемпионата России он принимает участие на международном турнире Маттео Пелликоне в Италии, где без особых усилий добывает золотую медаль. Летом 2021 он занимает третье место на международном турнире в Турции. В 2022 году на чемпионате России в Суздале Ведерников становится обладателем серебряной медали, в конце весны 2022 года Виктор принял участие на первом турнире лиге Поддубного в Москве, где финишировал на третьем месте. В августе на Всероссийской Спартакиаде Сильнейших в Казани занял второе место. В сентябре 2022 он стал победителем Мемориала Аксенова в Новосибирске. В октябре снова принял участие на турнире серии лиги Поддубного 2, где занял второе место. На Чемпионате России 2023 в Уфе так же стал вторым. В конце мая 2023 Виктор стал победителем мемориала Кутузова в Суздале. В начале 2024 года выиграл бронзовую медаль чемпионата страны в Наро-Фоминске.

## Спортивные достижения
- 2019 Первенство Европы до 23 лет — ;
- 2021 Чемпионат России — ;
- 2019, 2022, 2023, 2025 Чемпионат России — ;
- 2022 Всероссийская спартакиада — ;
- 2024 Чемпионат России — ;